# آگرواینفیلتراسیون
آگرواینفیلتراسیون (Agroinfiltration) یا نفوذ در گیاه یک روش در زیست‌شناسی گیاهی و به تازگی در بیوتکنولوژی گیاهی است که در آن بیان ژن‌ها در یک گیاه یا برگ جدا شده از یک گیاه یا حتی در کشت سلول‌های گیاهی به منظور تولید پروتئین مورد نظر القا می‌شود. در این روش محلولی از آگروباکتریوم تومفاسینس (Agrobacterium tumefaciens) از طریق تزریق مستقیم یا از طریق نفوذپذیری با خلاء یا به وسیله در ارتباط قرار دادن این محلول با سلول‌های گیاهی تثبیت شده بر روی یک داربست متخلخل به برگ یک گیاه وارد می‌شود. پس از آن، باکتری ژن مورد نظر را از طریق T-DNA به سلول‌های گیاهی منتقل می‌کند.
مزیت اصلی آگرواینفیلتراسیون در مقایسه با انتقال به گیاه به روش سنتی، سرعت بالا و راحتی آن است.
اولین قدم، وارد کردن ژن مورد نظر به سویهٔ آگروباکتریوم تومفاسینس مورد نظر می‌باشد. پس از آن، سویه در محیط کشت مایع رشد داده می‌شود. سپس باکتری‌ها جمع‌آوری و شستشو شده و در درون یک محلول بافری مناسب ریخته می‌شوند. برای تزریق، این محلول درون یک سرنگ بدون سوزن قرار داده می‌شود. سپس محلول آگروباکتریوم از طریق روزنه به درون فضاهای دارای هوا در داخل برگ می‌رود. گاهی اوقات تزریق از طریق یک برش کوچک ساخته شده در قسمت زیرین برگ انجام می‌شود.
نفوذ به وسیله خلاء راه دیگری برای وارد کردن آگروباکتریوم به عمق بافت گیاه است. در این روش، دیسک‌های برگی، برگ‌ها یا کل گیاه درون یک بشر حاوی محلول، غوطه ور شده و بشر در یک محفظه خلاء قرار داده می‌شود. خلاء ایجاد شده باعث می‌شود هوا از طریق روزنه‌ها از فضاهای بین سلولی موجود در برگ خارج شود. در نتیجه این اختلاف فشار، محلول «آگروباکتریوم» از طریق روزنه‌ها وارد بافت مزوفیل برگ‌ها می‌گردد. در نتیجه تقریباً تمامی سلول‌های یک برگ در تماس با باکتری‌ها قرار می‌گیرند.
هنگامی که آگروباکتریوم در فضای بین سلولی برگ باقی می‌ماند، ژن مورد نظر را به عنوان بخشی از پلاسمید Ti مشتق از T-DNA با تعداد نسخهٔ بالا به سلول‌های گیاهی منتقل می‌کند. پس از آن ژن مورد نظر صورت گذرا در تمام سلول‌های آلوده شده به بیان می‌شود. به منظور بررسی اثر احتمالی روی فنوتیپ یا بررسی شرایط آزمایش می‌توان این گیاه را غربالگری نمود یا برای تخلیص پروتئین مورد نظر برداشت کرد. بسیاری از گونه‌های گیاهان می‌توانند با استفاده از این روش مورد بررسی قرار گیرند، اما از متداول‌ترین آن‌ها گیاه Nicotiana benthamiana و به میزان کمتر Nicotiana tabacum می‌باشد.
بیان گذرا در بسته‌های سلول‌های گیاهی کشت داده شده، روش جدیدی است که در آن سلول‌های کشت داده شدهٔ معلق توتون و تنباکو از طریق فیلتراسیون بر روی یک داربست متخلخل قرار داده می‌شوند تا یک بستهٔ سلولی با هوادهی مناسب را تشکیل دهند. سپس به همراه آگروباکتریوم نوترکیب برای مدت زمان مشخص انکوبه می‌شوند تا امکان انتقال T-DNA فراهم گردد. سپس به منظور حذف باکتری و محلول اضافی مجدداً فیلتر می‌شوند. انکوباسیون بستهٔ سلولی در یک محیط مرطوب به مدت چند روز، بیان گذرای پروتئین مورد نظر را امکان‌پذیر می‌کند. پروتئین‌های ترشح شده می‌توانند با استفاده از بافر و فیلتراسیون از بسته‌های سلولی شسته و خارج شوند.